# الحریق
الحریق (به عربی: الحریق) یک منطقهٔ مسکونی در عربستان سعودی است که در استان ریاض واقع شده‌است.

## خصوصیات
الحریق ۷٬۳۰۴ نفر جمعیت دارد.